# Nationalliga A (1992/1993)
Nationalliga A (1992/1993) – 96. edycja najwyższej piłkarskiej klasy rozgrywkowej w  Szwajcarii. Rozpoczęły się 18 lipca 1992 roku, zakończyły się natomiast 12 czerwca 1993 roku. W rozgrywkach wzięło udział dwanaście drużyn. Mistrzowski tytuł wywalczyła drużyna FC Aarau. Królem strzelców ligi został Sonny Anderson z Servette FC, który zdobył 20 goli.

## Drużyny
| Uczestnicy poprzedniej edycji                                                                                 | Uczestnicy poprzedniej edycji | Uczestnicy poprzedniej edycji | Uczestnicy poprzedniej edycji |
| --- | ----------------------------- | ----------------------------- | ----------------------------- |
| SIO | FC Sion                       | 1                             |                               |
| NEU | Neuchâtel Xamax               | 2                             |                               |
| GRA | Grasshopper Club Zurych       | 3                             |                               |
| YBO | BSC Young Boys                | 4                             |                               |
| SER | Servette FC                   | 5                             |                               |
| LAU | FC Lausanne-Sport             | 6                             |                               |
| ZUR | FC Zürich                     | 7                             |                               |
| GAL | FC Sankt Gallen               | 8                             |                               |
| LUG | FC Lugano                     | 9                             |                               |
| AAR | FC Aarau                      | 10                            |                               |
| Awans z Nationalligi B (1991/1992)                                                                            |                               |                               |                               |
| CHI | FC Chiasso                    | 1                             |                               |
| BUL | FC Bulle                      | 2                             |                               |
| Oznaczenia: - kolumna pierwsza – skróty nazw drużyn, - kolumna trzecia – miejsce zajęte w poprzednim sezonie. |                               |                               |                               |

Po poprzednim sezonie spadły: FC Wettingen i FC Luzern.

## Sezon zasadniczy

### Tabela
| Lp. | Drużyna                 | M  | Z  | R  | P  | Bramki | Bramki | Różn. | Pkt | Uwagi              |
| --- | ----------------------- | -- | -- | -- | -- | ------ | ------ | ----- | --- | ------------------ |
| 1   | BSC Young Boys          | 22 | 11 | 6  | 5  | 44     | 30     | +14   | 28  | Grupa mistrzowska  |
| 2   | Servette FC             | 22 | 10 | 7  | 5  | 32     | 18     | +14   | 27  | Grupa mistrzowska  |
| 3   | FC Sion                 | 22 | 8  | 10 | 4  | 28     | 21     | +7    | 26  | Grupa mistrzowska  |
| 4   | FC Lausanne-Sport       | 22 | 7  | 10 | 5  | 28     | 21     | +7    | 24  | Grupa mistrzowska  |
| 5   | FC Aarau                | 22 | 9  | 6  | 7  | 30     | 34     | −4    | 24  | Grupa mistrzowska  |
| 6   | FC Zürich               | 22 | 8  | 7  | 7  | 21     | 22     | −1    | 23  | Grupa mistrzowska  |
| 7   | Neuchâtel Xamax         | 22 | 6  | 10 | 6  | 30     | 26     | +4    | 22  | Grupa mistrzowska  |
| 8   | FC Lugano               | 22 | 7  | 8  | 7  | 29     | 28     | +1    | 22  | Grupa mistrzowska  |
| 9   | Grasshopper Club Zurych | 22 | 5  | 11 | 6  | 27     | 27     | 0     | 21  | Grupa awans/spadek |
| 10  | FC Sankt Gallen         | 22 | 4  | 10 | 8  | 21     | 28     | −7    | 18  | Grupa awans/spadek |
| 11  | FC Chiasso              | 22 | 5  | 6  | 11 | 15     | 26     | −11   | 16  | Grupa awans/spadek |
| 12  | FC Bulle                | 22 | 4  | 5  | 13 | 18     | 42     | −24   | 13  | Grupa awans/spadek |

## Grupa mistrzowska
| Lp. | Drużyna           | M  | Z | R | P | Bramki | Bramki | Różn. | Pkt | Uwagi                                   |
| --- | ----------------- | -- | - | - | - | ------ | ------ | ----- | --- | --------------------------------------- |
| 1   | FC Aarau          | 14 | 9 | 4 | 1 | 21     | 7      | +14   | 22  | Liga Mistrzów UEFA • Runda wstępna      |
| 2   | BSC Young Boys    | 14 | 5 | 4 | 5 | 15     | 15     | 0     | 14  | Puchar UEFA • 1/32 finału               |
| 3   | Servette FC       | 14 | 5 | 3 | 6 | 16     | 19     | −3    | 13  | Puchar UEFA • 1/32 finału               |
| 4   | FC Lugano         | 14 | 7 | 2 | 5 | 21     | 14     | +7    | 16  | Puchar Zdobywców Pucharów • 1/32 finału |
| 5   | FC Zürich         | 14 | 5 | 4 | 5 | 13     | 14     | −1    | 14  |                                         |
| 6   | FC Sion           | 14 | 4 | 3 | 7 | 17     | 22     | −5    | 11  |                                         |
| 7   | Neuchâtel Xamax   | 14 | 4 | 5 | 5 | 16     | 16     | 0     | 13  |                                         |
| 8   | FC Lausanne-Sport | 14 | 3 | 3 | 8 | 11     | 23     | −12   | 9   |                                         |

## Grupa awans/spadek

### Grupa A
| Lp. | Drużyna                 | M  | Z  | R | P  | Bramki | Bramki | Różn. | Pkt | Uwagi |
| --- | ----------------------- | -- | -- | - | -- | ------ | ------ | ----- | --- | ----- |
| 1   | Grasshopper Club Zurych | 14 | 10 | 2 | 2  | 42     | 8      | +34   | 22  |       |
| 2   | FC Luzern               | 14 | 10 | 2 | 2  | 30     | 6      | +24   | 22  |       |
| 3   | FC Bulle                | 14 | 8  | 3 | 3  | 28     | 20     | +8    | 19  |       |
| 4   | FC Basel                | 14 | 7  | 4 | 3  | 25     | 17     | +8    | 18  |       |
| 5   | SR Delémont             | 14 | 4  | 2 | 8  | 14     | 28     | −14   | 10  |       |
| 6   | CS Chênois              | 14 | 4  | 1 | 9  | 9      | 29     | −20   | 9   |       |
| 7   | FC Locarno              | 14 | 3  | 1 | 10 | 16     | 31     | −15   | 7   |       |
| 8   | FC Wil                  | 14 | 1  | 3 | 10 | 7      | 32     | −25   | 5   |       |

### Grupa B
| Lp. | Drużyna           | M  | Z  | R | P  | Bramki | Bramki | Różn. | Pkt | Uwagi |
| --- | ----------------- | -- | -- | - | -- | ------ | ------ | ----- | --- | ----- |
| 1   | Yverdon-Sport FC  | 14 | 9  | 3 | 2  | 32     | 21     | +11   | 21  |       |
| 2   | SC Kriens         | 14 | 9  | 3 | 2  | 22     | 15     | +7    | 21  |       |
| 3   | FC Sankt Gallen   | 14 | 10 | 0 | 4  | 34     | 12     | +22   | 20  |       |
| 4   | FC Schaffhausen   | 14 | 8  | 1 | 5  | 22     | 16     | +6    | 17  |       |
| 5   | FC Chiasso        | 14 | 7  | 2 | 5  | 22     | 15     | +7    | 16  |       |
| 6   | FC Winterthur     | 14 | 2  | 3 | 9  | 12     | 28     | −16   | 7   |       |
| 6   | Étoile Carouge FC | 14 | 3  | 0 | 11 | 14     | 33     | −19   | 6   |       |
| 6   | FC Grenchen       | 14 | 1  | 2 | 11 | 8      | 26     | −18   | 4   |       |

## Najlepsi strzelcy
20 bramek
- Sonny Anderson (Servette FC)

19 bramek
- Petyr Aleksandrow (FC Aarau)

16 bramek
- Mini Jakobsen (BSC Young Boys)

14 bramek
- Martin Fink (FC Lausanne-Sport)
- Túlio Costa (FC Sion)

12 bramek
- Dario Zuffi (FC Lugano)